# New York Film Critics Circle Awards 1944
La 10ª edizione della cerimonia dei New York Film Critics Circle Awards, annunciata il 27 dicembre 1944,  ha premiato i migliori film usciti nel corso del 1944.

## Vincitori

### Miglior film
- La mia via (Going My Way), regia di Leo McCarey

### Miglior regista
- Leo McCarey - La mia via (Going My Way)

### Miglior attore protagonista
- Barry Fitzgerald - La mia via (Going My Way)

### Miglior attrice protagonista
- Tallulah Bankhead - Prigionieri dell'oceano (Lifeboat)